# Fürstenhagen (Uder)
Fürstenhagen gehört zum Ortsteil Lutter der Landgemeinde Uder. Es ist das jüngste Dorf im Landkreis Eichsfeld in Thüringen und mit seinen 60 Einwohnern eines der kleinsten. Fürstenhagen ist ein römisch-katholisch geprägter Ort.

## Lage
Fürstenhagen liegt ungefähr 6 Kilometer südwestlich von Heilbad Heiligenstadt auf der Obereichsfelder Höhe in 496 m NN (höchste Stelle am ehemaligen Bahnhof). Im Nordwesten grenzt der Ort an den Lengenberg, der höchste Punkt in der Gemarkung liegt südwestlich auf dem Eichstruther Kopf (503 m). Einzige Straßenverbindung ist die Kreisstraße 111 nach Lutter.

## Geschichte

### Vor 1800
Fürstenhagen existierte von 1297 bis 1374 urkundlich als Ort „Indago“ schon einmal in einigen hundert Metern vom heutigen Standort entfernt, weiter nordöstlicher in Richtung Kalteneber bei der sogenannten Hahnkirche. Da der Grund und Boden, auf dem der Ort lag, Bauern aus der Umgebung gehörte, sah man die Gründung eines Dorfes mit Unwillen. Daraufhin wurde der einzige Brunnen vergiftet, woraufhin die Siedlung aufgegeben wurde.
In der Nähe des alten Ortes wurde vermutlich Anfang des 16. Jahrhunderts der Ort Fürstenhagen erbaut. 1539 wurde das neue Fürstenhagen das erste Mal urkundlich erwähnt, als die Verpfändung des Ortes an die Herren von Hanstein vom Erzbischof Albrecht eingefordert wurde. Dabei ging es um einen Streit wegen der Dörfer Kirchgandern und Lenterode, sowie um „den Fürstenhagen in dem Walde der Lengenberg genannt“, die bereits 1374 dem Thile und Werner von Hanstein verpfändet wurden.  Der Ort und der angrenzende große Wald des Lengenberges bildete vermutlich die Grenze zwischen dem ehemals zehntfreien Thüringen (mit Kalteneber, Dieterode, (Ober)lutter) und dem zehntpflichtigen zu Sachsen gerechneten Orten (Lenterode, Neuseesen, Wenigen-Luttera).
Der Name des neuen Fürstenhagen entstand wohl aus den ehemaligen Besitzungen des Erzbischofs von Mainz und der Landgrafen von Thüringen und Hessen sowie der Grafen von Henneberg (den Fürsten). Wann dieser Ort aufgegeben wurde, ist nicht genau bekannt. Anfang des 17. Jahrhunderts entrichten Bewohner von Lutter, Kalteneber und Krombach für genutzten Acker auf dem Fürstenhagen Zinsen an das Amt Rusteberg.

### 1828 bis 1945
Die zweite Gründung des Ortes kann, als eine der wenigen im Eichsfeld, genau beziffert werden.
Am 20. August 1828 begann die Neubegründung von Fürstenhagen durch Christoph Koch. Er wurde des Landes Hessen verwiesen und ließ sich auf einem weiten Stück Land östlich des Lengenbergs nieder, auf dem heute Fürstenhagen liegt. 1839/45 wurde das Forsthaus erbaut. Mitte des 19. Jahrhunderts begann man mit der Strohflechterei. Es folgte der Bau der katholischen Kirche „Heilige Drei Könige“ 1896 und der Schule 1897. Im Oktober 1832 wurde der Friedhof geweiht.
Im Jahre 1907 wurde ein Hochbehälter für die Colonie Fürstenhagen errichtet. 1914 wurde die Bahnstrecke Heiligenstadt–Schwebda und der Fürstenhagener Bahnhof eröffnet. Im Dezember 1924 erhielt Fürstenhagen das erste elektrische Licht. In den 1920er Jahren begann die Produktion von Tabakwaren. 1928 wurde das 100-jährige Jubiläum mit Messe, Reden und Umzügen gefeiert.
Am Weißen Sonntag, dem 8. April 1945 (es war gerade Kommunion in Fürstenhagen) erfolgte der Beschuss des Ortes durch amerikanische Artillerie von Wachstedt aus. Daraufhin wurde Fürstenhagen durch alliierte amerikanische Soldaten wahrscheinlich von der Panzerdivisionen des XX. Corps der 3. US-Armee oder der 1. US-Armee besetzt. Hinter der Kirche positionierten sich Dutzende Panzer. In diesen Tagen starben rund um den Ort zwei deutsche Soldaten. Einer wurde erhängt im Lengenberg und einer an der Grundbrücke gefunden. Beide wurden auf dem Friedhof von Fürstenhagen beigesetzt. Am 9. April 1945 erfolgte die Besetzung der nordthüringischen Region. Da die Bahnstrecke im Krieg zum Teil zerstört worden war, erfolgte 1947 der komplette Rückbau der Strecke und Fürstenhagen verlor seinen Bahnanschluss.

### 1949 bis 1990
Nach der Teilung Deutschlands Ende der 1940er Jahre reichte das 5-km-Grenz-Sperrgebiet bis kurz vor den ehemaligen Bahnhof von Fürstenhagen. Aus diesem Gebäude wurde später eine Art Veranstaltungssaal für die Forstwirtschaft. Zu Zeiten der DDR wurden viele Landwirtschaftsflächen rund um den Ort in die LPG zwangseingegliedert.
1972 bis 1976 baute man die erste Sternwarte des Eichsfeldes. 1978 feierte man das 150-jährige Ortsjubiläum. Der Bau der Leichenhalle erfolgte 1979.

### Seit 1991

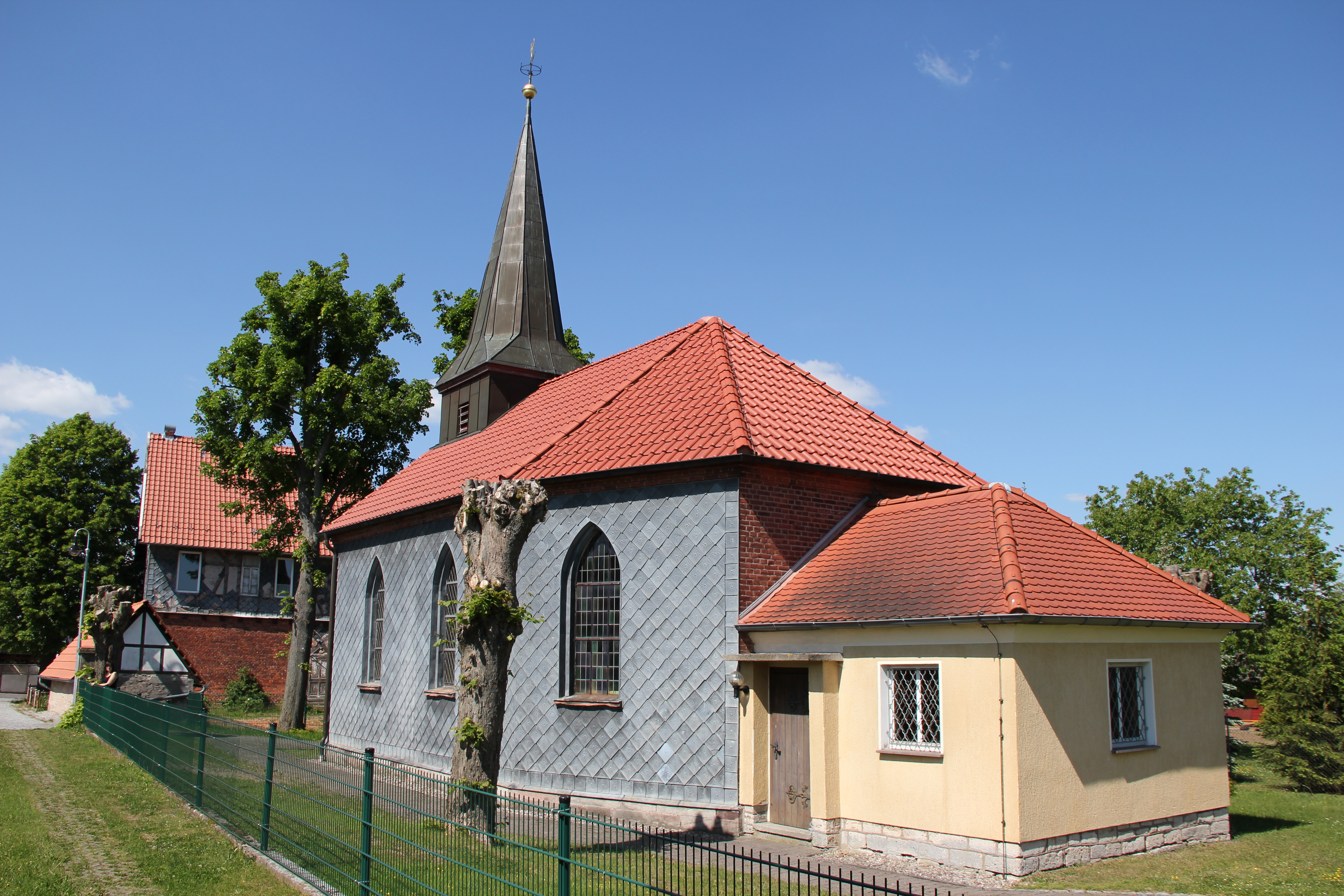
Kapelle Fürstenhagen

Im Jahre 1992/93 zog die Verwaltung des Naturparks Eichsfeld-Hainich-Werratal in das ehemalige Bahnhofsgebäude ein, 1996 wurde im Bahnwasserturm Fürstenhagen ein Informationszentrum eröffnet.
1996 feierte man das 100. Kirchweihfest. Der Erfurter Bischof Joachim Wanke weihte das renovierte Gotteshaus ein. Fürstenhagen gehörte bis 2007 kirchlich zur Pfarrei Kalteneber.
Noch heute existiert ein altes Backhaus, das aus Sandstein gemauert ist und gelegentlich noch auf traditionelle Weise genutzt wird.
Im Jahr 2003 fand in Fürstenhagen das 175-jährige Ortsjubiläum statt. Auf einer Wiese stand, wie 1996 ein Festzelt. Freitags fand ein Chor- und Heimatabend statt, Samstag folgte der Kindertanz und abends Tanz mit einer Band. Am Sonntag gab es, nach der heiligen Messe und einem Umzug, einen Frühschoppen.
Am 1. Mai 2005 fand die Neueröffnung des Naturparkzentrums „Alter Wasserturm“ durch den Naturparkleiter Johannes Hager und Thüringens Landwirtschaftsminister Volker Sklenar statt. Neben traditionellem Backen im alten Backhaus, gab es eine Ballonfahrt, eine Tombola, verschiedene Verkaufsstände und geführte Wanderungen.
Am 23. Oktober 2006 erfolgte die Einweihung des neuen Parkplatzes an der Wendeschleife.
Am 1. Januar 2008 wechselte Fürstenhagen von der Kirchgemeinde Kalteneber zur Kirchgemeinde Uder.
sonstige Angaben:
Siedlungen, Menschen, Natur im Luttertal und Umgebung: Chronik Lutter – Fürstenhagen H. Adler, A. Hey, 1998

### Die Eisenbahnstrecke Heiligenstadt–Schwebda und der Bahnhof Fürstenhagen

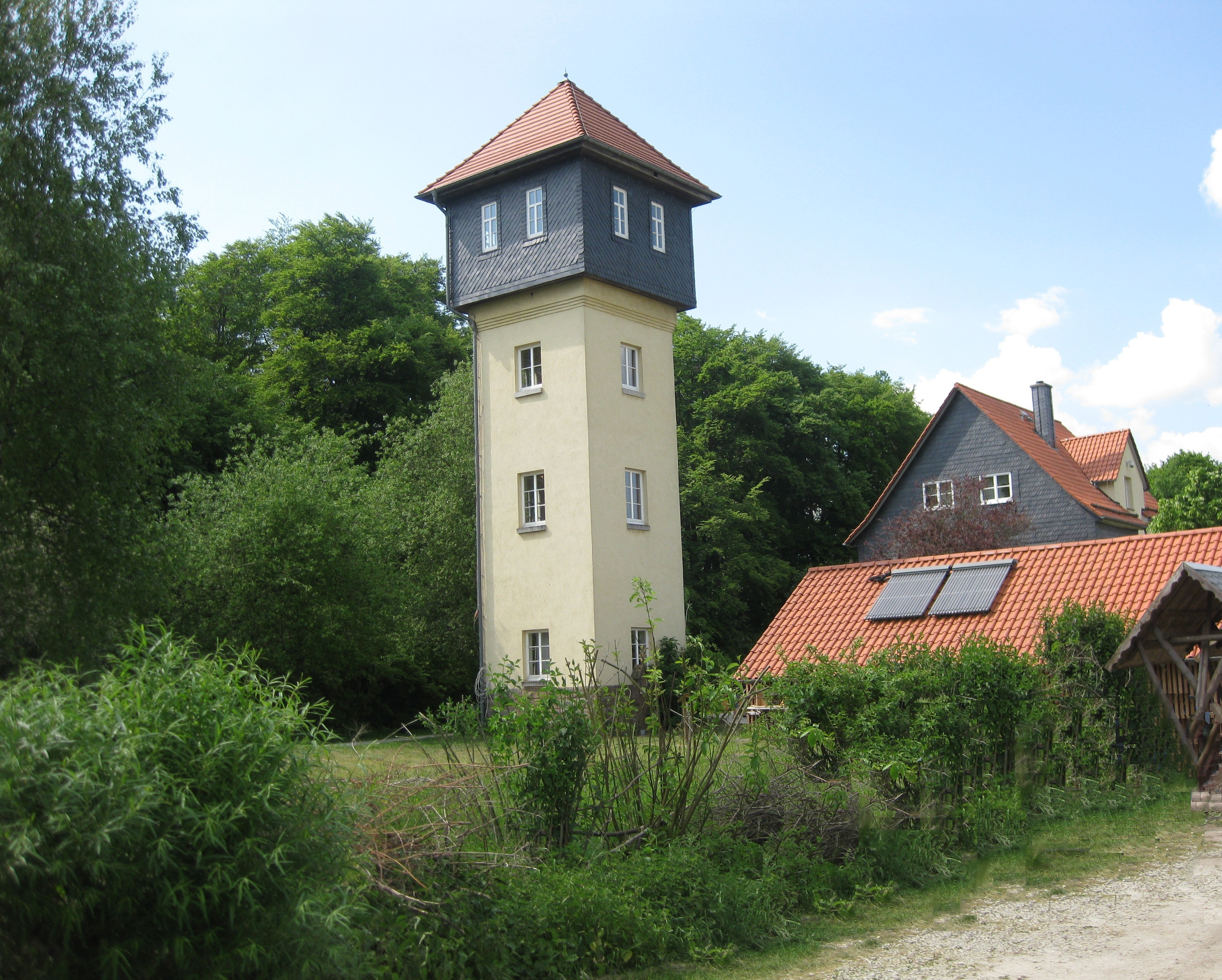
Der ehemalige Bahnhof und das heutige Naturparkzentrum mit dem Wasserturm

1911 begann der Bau einer Eisenbahnstrecke von Heiligenstadt nach Schwebda. Im Oktober 1914 wurde der Streckenabschnitt zwischen Heiligenstadt Ost und Schwebda mit dem Bahnhof Fürstenhagen übergeben. Da die Strecke, später liebevoll „Bimmelbähnchens“ genannt, zu steil verlief (von 200 m auf 492 m Höhe ü. NN), wurde der Bau eines Bahnhofes mit dem Bahnwasserturm Fürstenhagen notwendig. Dieser Turm hatte den Zweck, die Lokomotive mit ausreichend Wasser zu versorgen. Da in Fürstenhagen auf Grund der Plateaulage keine natürlichen Gewässer vorhanden sind, musste das Wasser von einer Quelle bei Lutter zunächst nach Fürstenhagen zu einem Wasserspeicher hoch gepumpt werden und von dort wurde der Wasserturm befüllt. Die Station am Streckenkilometer 14,2 war einer der kleinsten Spitzkehren Europas. Der Zug lief von Kalteneber ein, tankte auf und fuhr weiter nach Dieterode. Der Bahnhof hatte 2 Gleise mit Bahnsteigen zum Umsetzen der Lok und ein kurzes Ladegleis an der Holzladerampe. Aufgrund der Steigung mussten drei Zahnstangenabschnitte angelegt werden, für die eine spezielle Lokomotive notwendig war.
Zum Gebäudebestand gehörten das Empfangsgebäude mit einem kleinen Güterschuppen, ein Abort und ein Wasserturm mit Wasserkran zum Befüllen der Loks. Der Güterschuppen und das Abort sind nicht mehr vorhanden. Es gab insgesamt zwei Einzel- und eine Doppelweiche in Handbetrieb und zwei Prellböcke.
1947 wurden die Schienen von der sowjetischen Besatzungsmacht als Reparationszahlung demontiert und der Bahnhof geschlossen. Zunächst noch als Wohnung vermietet, wurde das Bahnhofsgebäude später als Schulungszentrum für die Landwirtschaft vom Agro-Chemischen Zentrum (ACZ) Heiligenstadt genutzt. Seit 1992 hat die Verwaltung des Naturparks Eichsfeld-Hainich-Werratal seinen Sitz im ehemaligen Bahnhofsgebäude. Der alte Wasserturm wurde 1996 zum Informationszentrum umgebaut und 2004/05 neu gestaltet. Von den ehemaligen Gleisanlagen ist nichts mehr vorhanden, lediglich die Streckenführungen sind noch gut im Gelände erhalten und werden als Rad- und Wanderwege genutzt.

## Dorfgeschehen
Ständchen-Bringen
Eine sehr beliebte Tradition ist das Ständchen-Bringen bei silbernen und goldenen Hochzeitstagen, bei Polterabenden und bei runden Geburtstagen ab 70 Jahren. Dabei sind fast alle Einwohner des Dorfes auf den Beinen und gehen (meist abends) gemeinsam zum Haus des oder der Jubilaren. Dann werden Lieder (z. B. das Eichsfeldlied, Hohe Tannen oder die 2003 gedichtete Fürstenhagen-Hymne) gesungen und die Familie des oder der Jubilaren
verteilen Bier und belegte Brötchen. Meist dauert diese Veranstaltung bis spät in die Nacht.
Fronleichnam
Zu Fronleichnam wird das „Allerheiligste“, also die Wandlung der Gaben (Wasser und Hostien) zum Leib Christi, gefeiert. Dabei wird der Leib Christi (die gewandelte Hostie) in der Monstranz zunächst in der heiligen Messe angebetet. Dann folgt ein Rundgang mit dem „Allerheiligsten“ durch den Ort, wobei der Pfarrer unter dem, von Männern des Dorfes getragenen „Himmels“ geht. An drei Stationen im Dorf sind Altäre aufgebaut und dort wird Halt zur Anbetung gemacht. Nach dem Gang der Gemeinde durch das Dorf erfolgt eine Aussetzung des Allerheiligsten in der Kirche. Bei schlechtem Wetter findet eine Messe in der Kirche statt.
Allerheiligen
Zu Allerheiligen wird traditionell der Heiligen und der Verstorbenen gedacht. Dabei werden auf dem Friedhof eine Andacht gehalten und danach jedes einzelne Grab mit Weihwasser gesegnet. Die heilige Messe zu Allerheiligen findet in der Regel am Vorabend in der Kirche statt, da in Thüringen der 31. Oktober (Reformationstag) im Gegensatz zu Allerheiligen gesetzlicher Feiertag ist.
Sportfest
Das Sportfest ist das Ereignis im Jahr. Dabei treten die Mannschaften aus den Nachbargemeinden und anderen Eichsfelder Orten zum Fußball an. Neben musikalischen Einlagen durch verschiedene Musiker findet auch ein Torwandschießen um einen echten Eichsfelder Feldgieker statt.
Kirmes – Patronatsfest
Am Kirmeswochenende wird der Weihe der Kirche „Heilige Drei Könige“ gedacht. Der Unterschied zum Patronatsfest ist, dass an diesem Tag der Patrone der Kirche, Heilige Drei Könige (6. Januar) gedacht wird.
Glühweinfest – Blockhüttenfest
Das Glühweinfest findet traditionell am 2. Adventswochenende in der Blockhütte im Lengenberg statt. Dabei wandern die Einwohner des Dorfes gemeinsam zu der Hütte im Wald vor Fürstenhagen und sitzen dann zu Kaffee und Glühwein zusammen.
Naturparkfest
Alle zwei Jahre findet rund um das Naturparkzentrum das Naturparkfest mit vielen Attraktionen statt.

## Sehenswertes

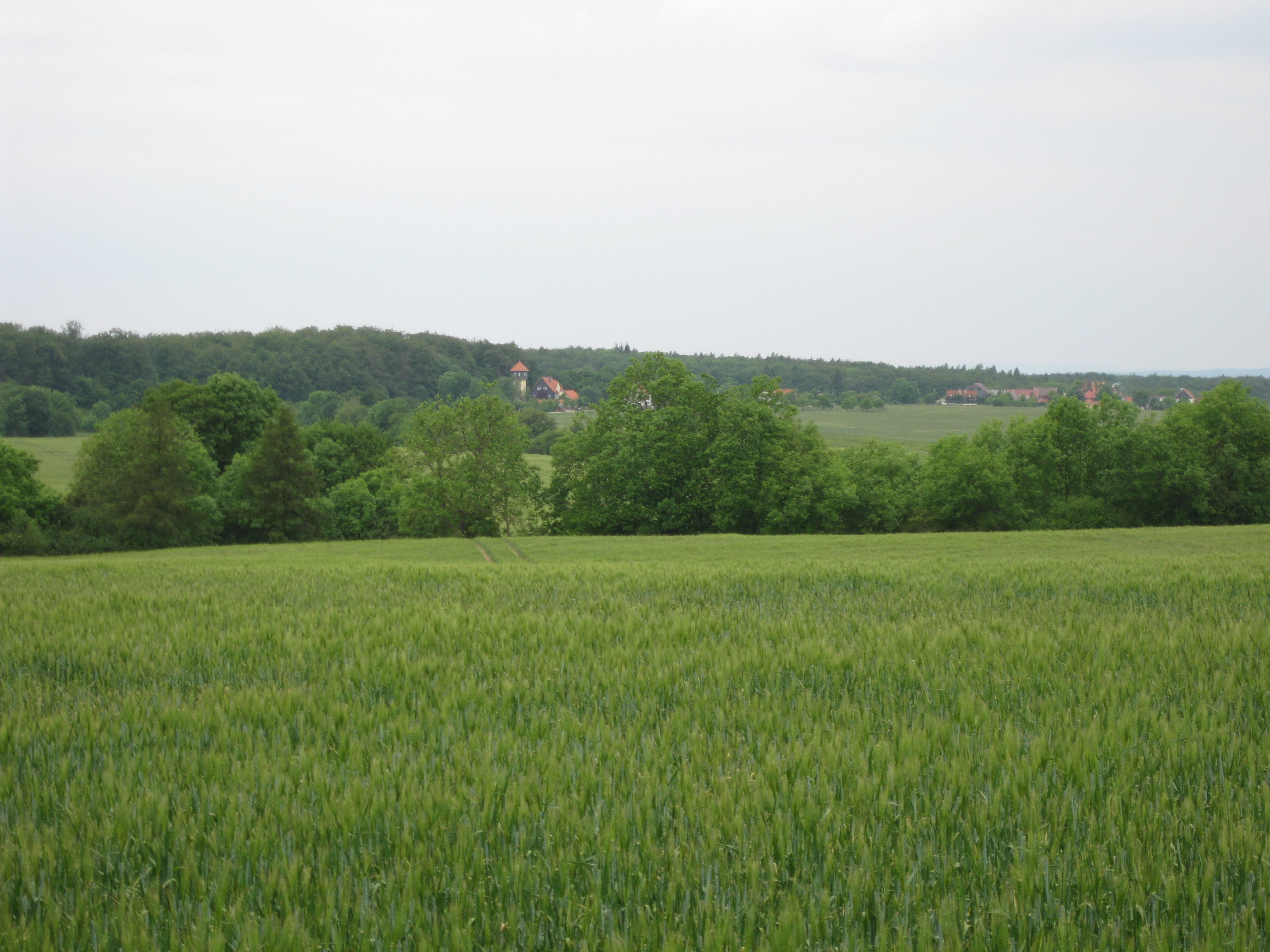
Fürstenhagen vom Höheberg aus gesehen

- römisch-katholische Kirche Heilige Drei Könige
- das Naturparkzentrum mit einer Ausstellung im Wasserturm
- Wanderung zum Lengenberg mit einem der größten Eibenbestände Europas
- Wanderung zu den Dieteröder Klippen auf dem Naturlehrpfad